# 신덕 (발해)
신덕(申德, ?~?)은 발해의 장군이다.

## 생애
925년에 발해인 500여 명을 이끌고 고려로 도망쳤다. 이 해에 발해가 요나라의 공격을 받아 이듬해에 홀한성이 격파되었으므로 홀한성 소속의 장수로 추정된다.

## 참고 자료
- 유, 득공 (1784). 《발해고》. 신고(臣考).